# Kanadyjskie igrzyska frankofońskie
Kanadyjskie igrzyska frankofońskie (fr. Jeux de la francophonie canadienne) – zawody kulturalno-sportowe odbywające się co trzy lata w Kanadzie. Impreza organizowana jest przez Fédération de la jeunesse canadienne-française i skierowana jest do młodych Kanadyjczyków w wieku od 13 do 18 lat, posługujących się językiem francuskim. Pierwsza edycja igrzysk odbyła się w 1999 roku. Zawody odbywają się w wielu dyscyplinach podzielonych na trzy główne działy: sztuka, zdolności przywódcze oraz sport.
Zawodnicy startujący w zawodach przypisani są do federacji reprezentujących poszczególne prowincje i terytoria Kanady. Federacje rywalizują ze sobą w czterech głównych klasyfikacjach:
- Prix du Flambeau – klasyfikacja generalna zawodów, zwycięża w niej federacja z największą liczbą ogółem zdobytych punktów
- Prix de l'Amélioration – nagroda przyznawana jest federacji, która poczyniła największy postęp w stosunku do poprzedniej edycji zawodów
- Prix de la Francophonie – nagroda przyznawana federacji wyróżnionej za przyjacielskość i współpracę z pozostałymi federacjami
- Prix de la Délégation écoresponsable – nagroda przyznawana za wysiłki na rzecz poszanowania przyrody oraz właściwą gospodarkę i segregację odpadów

## Edycje igrzysk
Edycje kanadyjskich igrzysk frankofońskich:
| Edycja | Rok  | Gospodarz                  | Prix du Flambeau | Prix de l'Amélioration     | Prix de la Francophonie | Prix de la Délégation écoresponsable |
| ------ | ---- | -------------------------- | ---------------- | -------------------------- | ----------------------- | ------------------------------------ |
| I      | 1999 | Memramcook, Nowy Brunszwik | Nowy Brunszwik   | –                          | Ontario                 | –                                    |
| II     | 2002 | Rivière-du-Loup, Quebec    | Quebec           | Quebec                     | Saskatchewan            | –                                    |
| III    | 2005 | Winnipeg, Manitoba         | Quebec           | Ontario                    | Nowy Brunszwik          | –                                    |
| IV     | 2008 | Edmonton, Alberta          | Nowy Brunszwik   | Nowa Fundlandia i Labrador | Ontario                 | Manitoba                             |
| V      | 2011 | Greater Sudbury, Ontario   | Quebec           | Kolumbia Brytyjska         | Manitoba                | Jukon                                |
| VI     | 2014 | Gatineau, Quebec           |                  |                            |                         |                                      |